# Котельников, Виктор Иванович
Виктор Иванович Котельников — русский офицер, участник русско-турецкой войны 1877—1878 годов, подполковник. В период 1878—1883 годы был офицером по особым поручениям при Военном министерстве автономного княжества Болгарии. В 1883 году исполнял обязанности военного министра Болгарии, в 1885 году вернулся на родину.